# Lecanocybe lateralis
Lecanocybe lateralis är en svampart som beskrevs av Desjardin & E. Horak 1999. Lecanocybe lateralis ingår i släktet Lecanocybe och familjen Marasmiaceae.   Inga underarter finns listade i Catalogue of Life.